# Karl Shuker
Dr. Karl P. N. Shuker (n. 1959) este un zoolog britanic. El lucrează ca scriitor complet independent și consultant specializat în criptozoologie, domeniu în care este renumit pe plan internațional. Călătorește frecvent în toată lumea și de asemenea apare des la posturile de televiziune si radio. Michael Newton a spus că "Shuker este in prezent recunoscut pe plan mondial ca autor și cercetător complet al vieții animale ca și al fenomenelor inexplicabile, și pare a fi un adevărat continuator al lui Heuvelmans insuși." 
A absolvit secția de zoologie a Universității din Leeds și pe cea de zoologie și fiziologie comparativă a Universității din Birmingham. Este membru al multor societăți știintifice și de autori. Shuker a scris sute de articole și treisprezece cărți. Prin intermediul cărților și cercetărilor sale, Shuker a fost primul criptozoolog care a adus în atenția publicului larg un număr considerabil de criptide care până la el erau puțin cunoscute. Pe langă lucrările proprii, este consultant zoolog pentru Guinness World Records. O specie de loricifere, Pliciloricus shukeri, este numită după el.

### Cărți
- Mystery Cats of the World, (1989)
- Extraordinary Animals Worldwide, (1991)
- The Lost Ark: New and Rediscovered Animals of the 20th Century, (1993)
- Dragons - A Natural History (1995)
- In Search of Prehistoric Survivors, (1995)
- The Unexplained, (1996)
- From Flying Toads To Snakes With Wings, (1997)
- Mysteries of Planet Earth, (1999)
- The Hidden Powers of Animals, (2001)
- The New Zoo: New and Rediscovered Animals of the Twentieth Century, (2002)
- The Beasts That Hide From Man, (2003)
- Extraordinary Animals Revisited, (2007)
- Dr Shuker's Casebook, (2008)

### Consultant/Colaborator
- Man and Beast (1993)
- Secrets of the Natural World (1993)
- Almanac of the Uncanny (1995)
- The Guinness Book of Records/Guinness World Records (1997 - dodnes)
- Mysteries of the Deep (1998)
- Guinness Amazing Future (1999)
- The Earth (2000)
- Monsters (2001)
- Chambers Dictionary of the Unexplained (2007)